# Jardín Botánico de Kinsasa

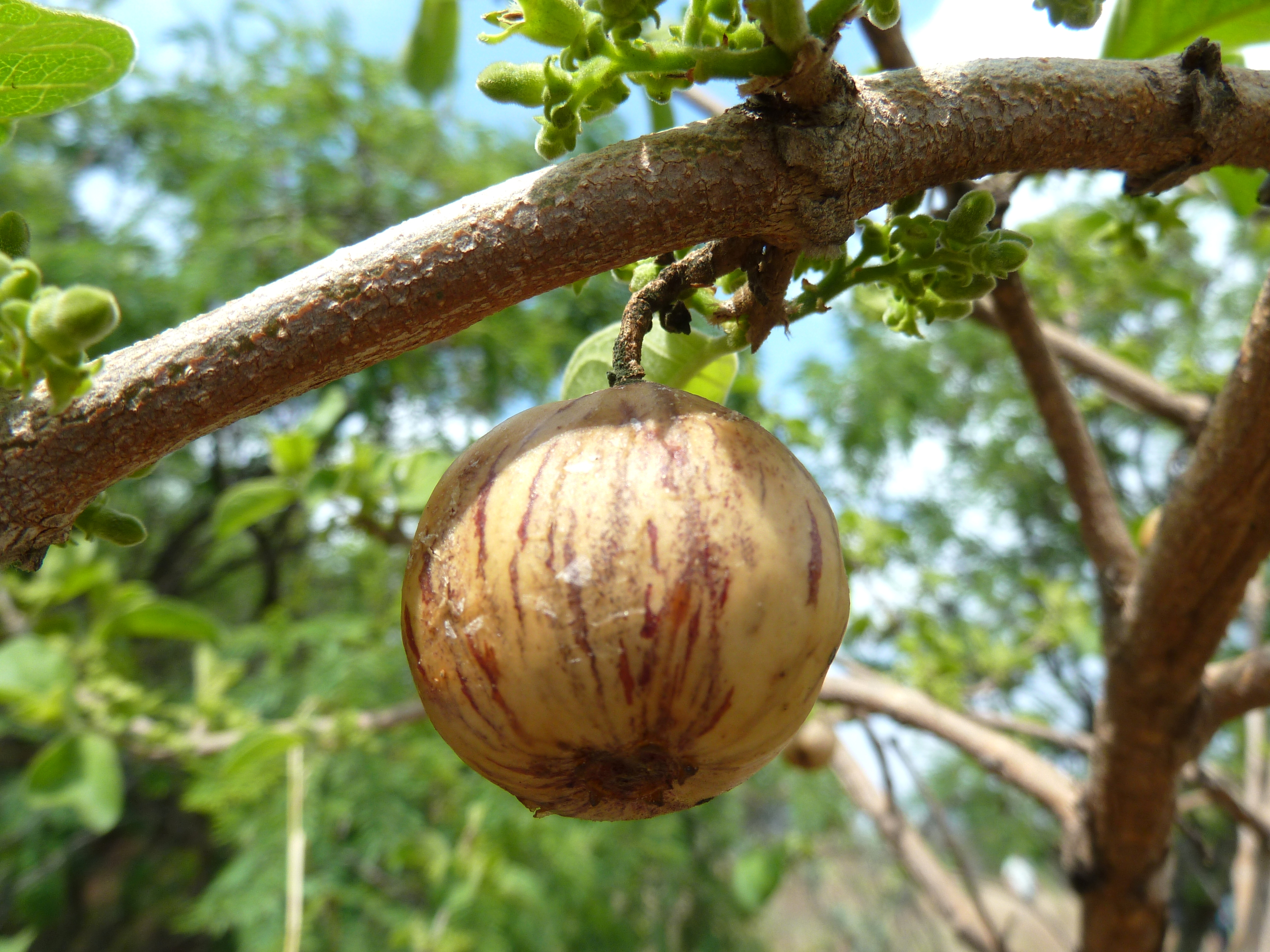
Vangueiria infausta planta perteneciente a la Flora de la República Democrática del Congo.

El Jardín Botánico de Kinsasa (en francés: Jardin Botanique de Kinshasa) es un jardín botánico de unas 7 hectáreas de extensión que se encuentra en Kinsasa, República Democrática del Congo. Es miembro del BGCI y presenta trabajos para la Agenda Internacional para la Conservación en los Jardines Botánicos, su código de identificación internacional como institución botánica es KINSH.

## Localización
Jardin Botanique de Kinshasa Institut des Jardins Zoologiques et Botaniques du Congo, P.O. Box. 5593, Kinshasa, La Gombe, República Democrática del Congo (anteriormente Zaire).

## Historia
El jardín botánico fue creado en 1936 en Kinsasa, actualmente se le conoce como Parc de la Révolution. 

## Colecciones
Alberga unas 300 especies de plantas de la flora del país.